# 油蓝35
油蓝35（也称为油蓝B、溶剂蓝35）是一种蓝色的溶剂染料，分子式C22H26N2O2，带有蒽醌基团，有许多用途。